# Redstone (Rakete)

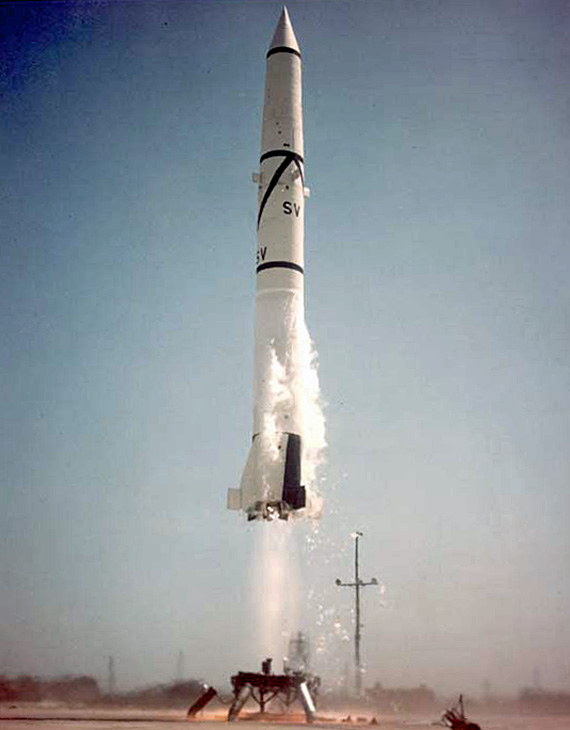
Start einer Redstone-Mittelstreckenrakete

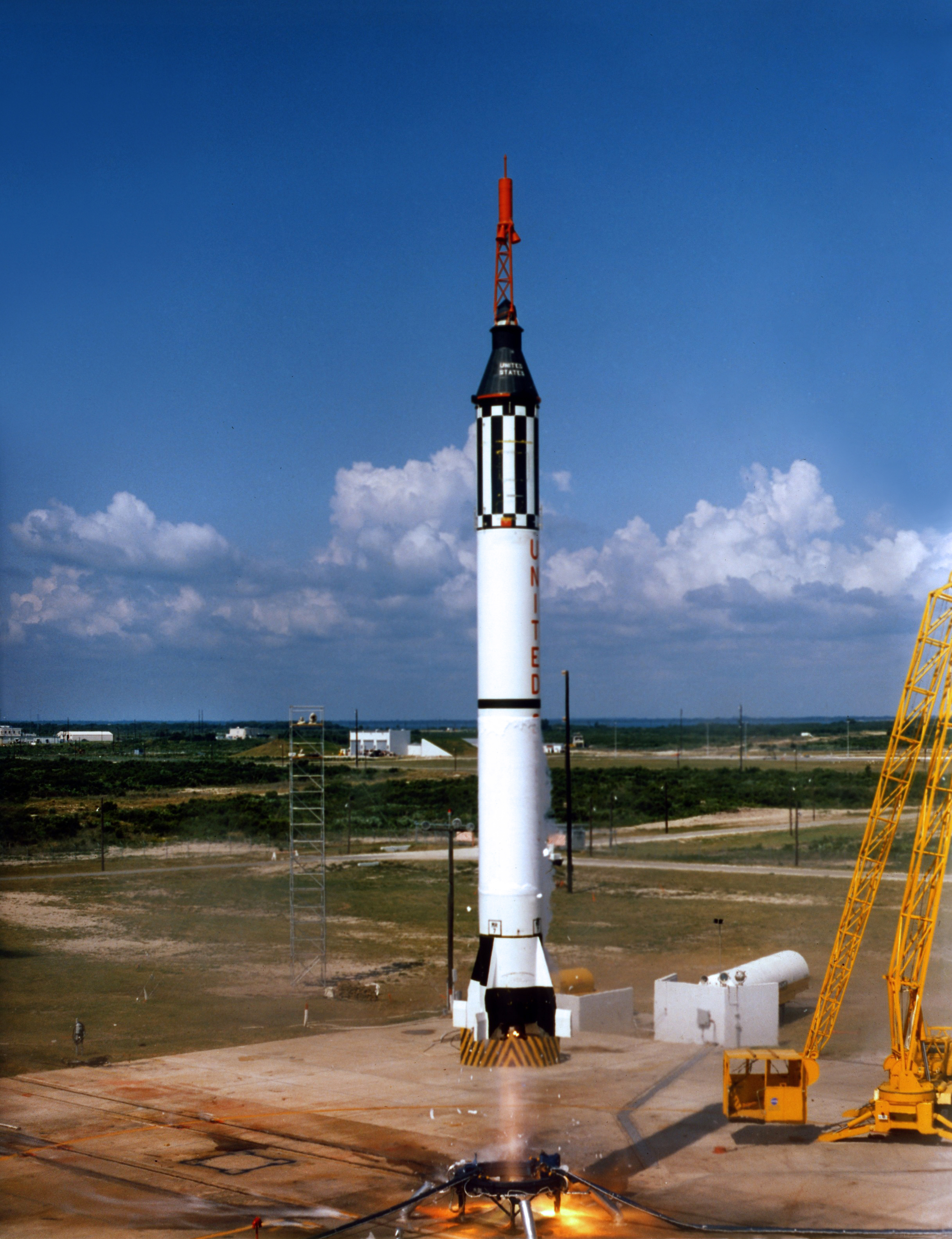
Start von Redstone Freedom 7

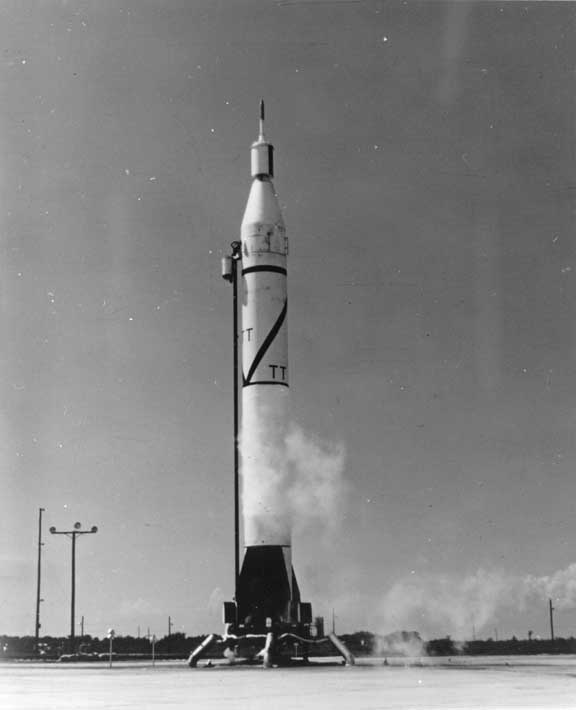
Juno-1-Rakete

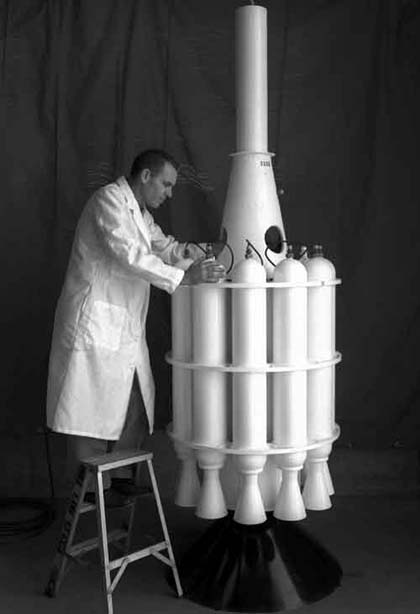
Oberstufen der Juno-1-Rakete

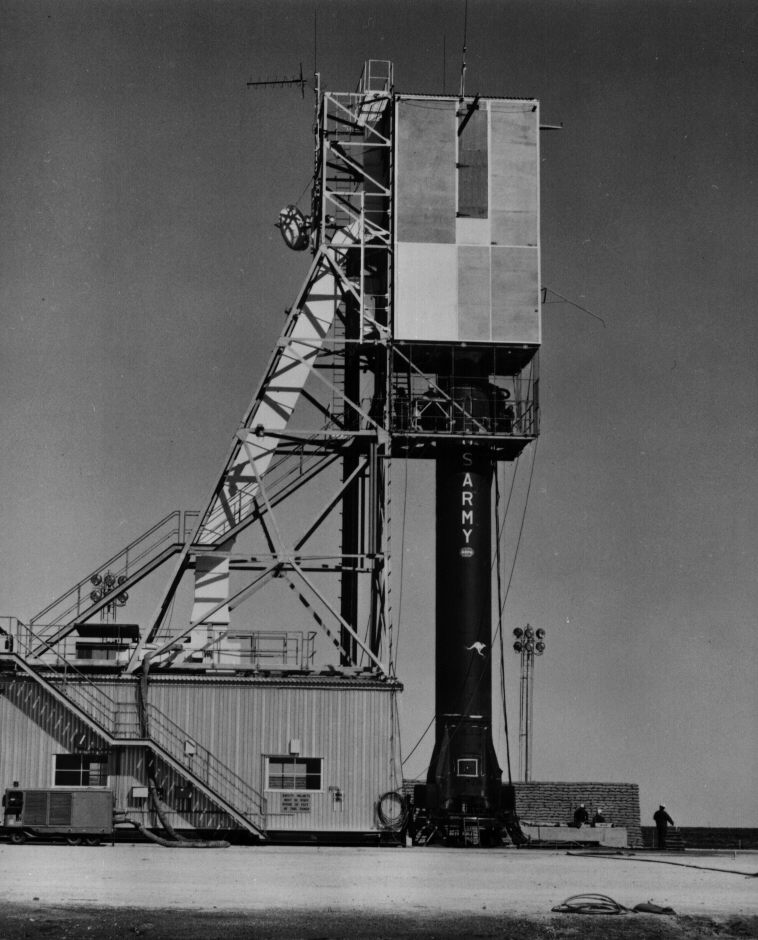
Redstone-Sparta-Rakete

Die Redstone (militärisch auch als PGM-11A oder SSM-A-14 bezeichnet) war die erste US-amerikanische ballistische Rakete. Sie basierte auf der Technik der deutschen A4-Rakete und wurde wesentlich mit Beteiligung deutscher Raketentechniker unter Walter Dornberger und Wernher von Braun entwickelt.

## Geschichte
Die Redstone resultierte aus dem Hermes-Programm, das Ende 1944 initiiert wurde. In den USA wurde nach dem Krieg die Arbeit an Raketen nur langsam vorangetrieben. Erst 1950 mit dem Koreakrieg wurde die Raketenentwicklung in den USA verstärkt. An die Raketen wurden nun erhöhte Anforderungen gestellt, etwa eine größere Nutzlast. Die Hermes-C1 mit 800 km projektierter Reichweite wurde letztlich der direkte Vorläufer der Redstone. Ab 1951 erfolgte schließlich die eigentliche Entwicklung der Rakete durch die Army Ballistic Missile Agency auf dem Redstone Arsenal in Huntsville (Alabama) unter Leitung von Wernher von Braun. Im April 1952 wurde die Rakete in Redstone umbenannt. Redstone sollte eine Boden-Boden-Rakete für die US Army werden. Ihre grundlegende Konstruktion war Mitte 1952 abgeschlossen.
Die Rakete konnte einen nuklearen Sprengkopf von 3.000 kg und einer Sprengkraft bis zu 3,75 Mt TNT-Äquivalent über 322 km tragen und war damit eine Kurzstreckenrakete.

Mit einem kleineren Sprengkopf von 500 kt kam die Rakete 800 km weit und war damit schon eine Mittelstreckenrakete.
Die Ausschreibung zum Bau der Rakete gewann im Oktober 1952 die Firma Chrysler, welche umgehend mit der Produktion der ersten Testmuster begann. Am 20. August 1953 hatte die Rakete ihren ersten Testflug. 1955 begann die Produktion der Serienversion, diese startete im Juli 1956 zum ersten Mal. Im Juni 1958 wurde die erste Redstone-Einheit in Westdeutschland stationiert. Bis zum letzten Start am 30. November 1965 gab es 56 Starts der Serienversion, davon 28 Fehlstarts. Insgesamt wurden etwa 120 Raketen gebaut (davon 35 für das Testprogramm). Bei den Tests gab es insgesamt 47 Fehlstarts. Die Zuverlässigkeit des Typs war daher ziemlich gering.
Dennoch konnte aufgrund der erprobten Technik recht schnell nach dem Sputnikschock eine Trägerrakete abgeleitet werden, mit deren Hilfe eine Reihe von Weltraummissionen gestartet wurden. Dazu gehörten der erste US-amerikanische Satellit Explorer 1 und die ersten bemannten suborbitalen Raumflüge mit Mercury-Raumschiffen.

## Stationierungen
In der Bundesrepublik Deutschland standen von Juni 1958 bis Juni 1964 vier mobile Abschussrampen mit der dazugehörigen Ausrüstung und je einer Rakete zum Nachladen an den Standorten der US-Armee mit der 40th Artillery Group in Wackernheim und der 46th Artillery Group in Neckarsulm. Redstones waren auch in Italien und der Türkei stationiert, aus der Türkei wurden sie nach der Kubakrise abgezogen.

## Atombombentests
Im Rahmen der Operation Hardtack im August 1958 testete man die Redstone mit atomaren Sprengköpfen. Am 1. August startete Redstone #CC50 den Atombombentest "Teak". In 77,8 km Höhe erfolgte die Explosion. "Orange", dessen Sprengsatz von der Redstone #CC51 gestartet wurde, explodierte am 12. August in einer Höhe von 43 km. Beide Sprengsätze hatten eine Sprengkraft von 3,75 Megatonnen. Es waren die ersten mit einer Rakete durchgeführten Atombombentests der USA.

## Varianten
- Die Redstone-Variante für Wiedereintrittstests von Interkontinentalraketen wurde als Jupiter-C bezeichnet, wobei das Suffix C auf composite (zusammengesetzt) hinwies. Sie bestand aus der Redstone-Rakete und zwei Feststoffoberstufen. Zwischen 1956 und 1957 starteten drei Raketen.
- Die Redstone-Variante für den Start des ersten US-amerikanischen Erdsatelliten Explorer 1 wurde als Juno-1 oder ebenfalls als Jupiter-C bezeichnet. Sie bestand aus einer modifizierten Redstone-Rakete mit um 2,4 m verlängertem Tank und drei Feststoffoberstufen mit einer jeweils unterschiedlichen Anzahl von Thiokol Baby-Sergeant-Feststoffraketen, wobei die zweite und dritte Stufe ineinandergeschachtelt wurden.[6] Die Nutzlast lag nur bei etwa 15 kg. Nach dem Start von Explorer 1 wurden weitere Satelliten mit dieser Rakete gestartet, dabei gab es auch Fehlschläge. 1958 gab es sechs Raketenstarts, drei davon misslangen. Der erste Start erfolgte am 31. Januar 1958, der letzte am 22. Oktober 1958. Beim letzten Start wurde die Juno 1 mit einer zusätzlichen fünften Stufe ausgestattet. Der Start mit dem Satelliten Beacon 1 misslang jedoch.[7]

- Die Mercury-Redstone Launch Vehicle für den Start der Missionen im Mercury-Programm besaß nur eine Antriebsstufe. Beim ersten Startversuch am 21. November 1960 hob die Rakete ganze 10 cm ab, sackte zurück und blieb aber unbeschädigt auf der Plattform. Die nächsten fünf Starts gelangen dann, darunter die beiden bemannten Flüge von Alan Shepard am 5. Mai 1961 und Gus Grissom am 21. Juli 1961.
- Daneben gab es noch die Redstone Sparta. Sie wurde für einige suborbitale Testflüge 1966 in Woomera und zum Start von Australiens ersten künstlichen Erdsatelliten Wresat eingesetzt.

## Technische Daten
|                  | Redstone                                                   | Jupiter-C/Juno-1      | Redstone Mercury |
| ---------------- | ---------------------------------------------------------- | --------------------- | ---------------- |
| Länge            | 21,1 m                                                     | 21,3 m                | 25,5 m           |
| Spannweite       | 3,66 m                                                     | 3,66 m                | 3,66 m           |
| Durchmesser      | 1,78 m                                                     | 1,78 m                | 1,78 m           |
| Startmasse       | 29,0 t                                                     | 31,5 t                | ~30 t            |
| Stufen           | 1                                                          | 4                     | 1                |
| 1. Stufe         |                                                            |                       |                  |
| Triebwerk        | North American Rocketdyne NAA75-100 (A-6) mit Strahlrudern | Rocketdyne A-7        | Rocketdyne A-7   |
| Startschub       | 347 kN                                                     | 369 kN                | 357 kN           |
| Treibstoff       | Ethanol und LOX                                            | Hydyne und LOX        | Ethanol und LOX  |
| Brenndauer       | 135 s                                                      | 155 s                 | 155 s            |
| Start-/Leermasse | 28,4 / 3,89 t                                              | 30,96 / 6,16 t        | 30,96 / 6,16 t   |
| 2. Stufe         |                                                            |                       |                  |
| Triebwerk        |                                                            | 11 Thiokol Sergeant   |                  |
| Schub            |                                                            | 73,4 kN               |                  |
| Treibstoff       |                                                            | AP/Polysulfid         |                  |
| Start-/Leermasse |                                                            | 327/90 kg             |                  |
| Brenndauer       |                                                            | 6,5 s                 |                  |
| Länge            |                                                            | 1,3 m                 |                  |
| Durchmesser      |                                                            | 0,86 m                |                  |
| 3. Stufe         |                                                            |                       |                  |
| Triebwerk        |                                                            | 3 Thiokol Sergeant    |                  |
| Schub            |                                                            | 24,0 kN               |                  |
| Treibstoff       |                                                            | AP/Polysulfid         |                  |
| Start-/Leermasse |                                                            | 94/28 kg              |                  |
| Brenndauer       |                                                            | 6,5 s                 |                  |
| Länge            |                                                            | 1,3 m                 |                  |
| Durchmesser      |                                                            | 0,41 m                |                  |
| 4. Stufe         |                                                            |                       |                  |
| Triebwerk        |                                                            | 1 Thiokol Sergeant    |                  |
| Schub            |                                                            | 8,0 kN                |                  |
| Treibstoff       |                                                            | AP/Polypropylenglycol |                  |
| Start-/Leermasse |                                                            | 27/5 kg               |                  |
| Brenndauer       |                                                            | 6,5 s                 |                  |
| Länge            |                                                            | 1,3 m                 |                  |
| Durchmesser      |                                                            | 0,15 m                |                  |